# وزير شؤون الأسرة والمستهلك الدنماركية
وزير شؤون الأسرة والمستهلك الدنماركي (بالدنماركية: Minister for Familie- og Forbrugeranliggender)‏ كان مكتبًا سياسيًا في الحكومة الدنماركية  أنشئ في أغسطس 2004 وعمل بشكل أساسي مع العائلات وجميع المواضيع المتعلقة بالاستهلاك. كان الهدف الرئيسي للوزارة هو حماية مصالح العائلات بمعنى أوسع.
غطت الوزارة بشكل أساسي حماية المستهلك، والأطفال، والأسرة والشباب، وحضانة الأطفال، والتبني، والزواج، والطلاق وسلامة الغذاء (بمافي ذلك التغذية ومكافحة الآفات)
أعلن حزب الشعب الدنماركي في 13 ديسمبر 2006 أنه لم يعد يؤمن بلارس بارفويد. أعلن بارفود لاحقًا عن استقالته عبر التلفزيون الوطني، اعتبارًا من اليوم التالي. وخلفته كارينا كريستنسن، التي عينت في 15 ديسمبر 2006.
وقد أٌلغي بعد انتخابات فولكتينغ لعام 2007، ومنذ ذلك الحين أسندت مسؤولياته إلى وزارة الرعاية الاجتماعية الدنماركية الجديدة.